# 德賴斯巴赫河
50°54′43.10″N 8°2′17.80″E / 50.9119722°N 8.0382778°E
德賴斯巴赫河（德語：Dreisbach），是德國的河流，位於該國西部，流經北萊茵-威斯特法倫州，屬於錫格河的右支流，河道全長14.3公里，流域面積26.1平方公里。